# Едвард Елмер Сміт
Едвард Елмер Сміт (англ. Edward Elmer Smith; нар. 2 травня 1890, Шебойген, Вісконсин — пом. 31 серпня 1965 Сісайд, Орегон) — американський письменник-фантаст, найбільш відомий за серіями книг «Небесний жайворонок» (англ. «Skylark») і «Ленсмен» (англ. «Lensman»), які номінувались на відомі літературні премії. Один з перших письменників в жанрі космічної опери. В 2004 році занесений до Зали слави наукової фантастики і фентезі. Окрім письменництва працював в харчовій галузі.

## Біографія
Едвард Елмер Сміт народився в Шебойгені, штат Вісконсин, в родині Фреда і Керолін Сміт — пресвітеріанців англійського походження. Мати була вчителькою, а батько моряком, зимою після народження Едварда вони переїхали в Спокен (Вашингтон). В 1902 році родина переїхала в Шонеквотін (в окрузі Кутенай, штат Айдахо), а згодом в сусідній округ Боннер де займались фермерством. Загалом в родини було п'ять дітей.
Спочатку Сміт працював робочим, доки не пошкодив зап'ястя під час пожежі коли йому було 19. Згодом він почав вчитись в університеті Айдахо (В 1984 році його помістили в Зал слави випускників університету) Спочатку він пішов на підготовчі курси університету в 1907, а в 1914 році закінчив з двома дипломами з хімічної інженерії. Він був президентом хімічного гуртка, шахового гуртка, грав на мандоліні і гітарі і грав в оперетах Гілбетра і Саллівана.
5 жовтня 1915 року він одружився з Джин Крейг МакДугл в столиці штату — місті Бойсе. Вони мали трьох дітей: Родерік (3 червня 1918, працював інженером в Lockheed Corporation), Верна Джин (25 серпня 1920, пізніше Верна Сміт Трестрейл) і Клариса (13 грудні 1921).
Після коледжу Едвард працював молодшим хіміком в Національному інституті стандартів і технологій в Вашингтоні, розробляючи стандарти для масла і устриць. Можливо він служив лейтенантом в армії протягом Першої Світової війни, але деталі невідомі. Його послужна картка показує що він просив звільнення з служби через дружину з дітьми і можливість бути корисним як цивільний інженер.
В 1915 році колишній одногрупник Карл Гербі запропонував Сміту записати свої ідеї про подорожі в космосі, які вони обговорювали. Сміт зацікавився, але боявся що для написання творів необхідно буде ще добавити романтичні елементи, в здатності писати які сам він сумнівався. Дружна Гербі запропонувала свою допомогу в цьому питанні і Сміт вирішив спробувати. Приблизно третина майбутнього роману «Небесний жайворонок в космосі» (англ. «The Skylark of Space») було написано до 1916 року коли Сміт і Гербі покинули цю справу.
В 1917 році Едвард Сміт отримав ступінь магістра хімії в університеті Джорджа Вашингтона, а в 1918 захистив PhD в хімічній інженерії, по темі харчової промисловості. Його дисертація «The effect of bleaching with oxides of nitrogen upon the baking quality and commercial value of wheat flour» була опублікована в 1919 році. В цьому році його запросили на посаду головного інженера в компанії F. W. Stock & Sons (Хілсдейл, Мічиган), яка працювала над виробництвом тіста для пончиків.

### Письменницька кар'єра

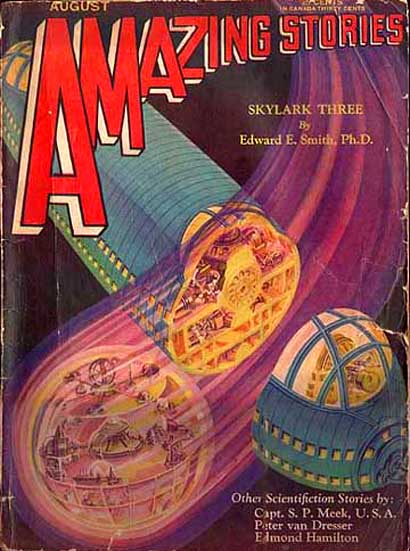
«Небесний жайворонок Три» на обкладинці серпневого випуску «Amazing Stories»

Після переїзду до Мічигана, під час виховання дитини (мабуть Родеріка) за відсутності дружини він відновив роботу над «Небесний жайворонок в космосі» і завершив написання в 1920 році. Він намагався продати твір в багатьох видавців і журналів, витративши на пошту більше ніж згодом отримав в результаті видання. Боб Девіс, директор журналу Argosy, в листі-відмові написав, що хоча особисто йому твір сподобався, але це занадто для його читачів. Сміт почав роботу над продовженням («Небесний жайворонок Три» (англ. «Skylark Three»)) ще до опублікування першого роману. А аж в квітні 1927 році перший роман був куплений журналом Amazing Stories за $75, згодом сума зросла до $125. Роман був опублікований в трьох випусках (серпень-жовтень 1928) і мав великий успіх, і від Сміта відразу почали просити продовження. Місіс Гербі не була зацікавлена в продовженні співпраці і Сміт працював над романом «Небесний жайворонок Три» сам. Роман був опублікований в трьох частинах (серпень-жовтень 1930), і попав на обкладинку серпневого випуску. Цей роман теж мав успіх в читачів.
Далі Сміт почав працювати над твором, який мав почати нову фантастичну серію, це був роман «Космічні гончі МПК» (англ. «Spacehounds of IPC»), який він завершив осінню 1930. В романі він уникав надто ненаукових ідей, які були присутні в романах про Жайворонка, і вважав твір справді науковим. Роман був опублікований з липневого по вересневий випуск Amazing Stories. Проте читачі скаржились на те що всі події роману відбуваються в Сонячній системі і редактор журналу з ними погоджувався. Тому коли Сміту робили пропозицію з журналу Astounding Stories на наступний його твір, її висунули з умовою що це не може бути продовження «Космічних гончих».
Тому наступним романом став твір в новому всесвіті «Трипланетний» (англ. «Triplanetary»), який не був надто науковий і допускав багато неточностей. Твір мав публікуватися в березневому випуску «Astounding Stories», але через фінансові проблеми цього не сталося. В журналі Wonder Stories теж відмовились публікувати роман, проте згодом редактор жалкував про це. Врешті роман був опублікований в Amazing Stories з лютневого випуску 1934 року. Після прийняття роману Сміту запропонували написати ще один роман по «Небесному жайворонку» для Astounding Stories. Тому зимою 1933—1934 Сміт працював над «Небесним жайворонком з Валерону» (англ. «The Skylark of Valeron»), і роман був успішно опублікований в Astounding Stories (випуски з серпня 1934 по лютий 1935).
Ще в 1927 році Сміт почав розмірковувати над «космічним поліцейським романом», але тільки в 1936 він написав короткий опис майбутніх романів. Журнал Astounding Stories висловив зацікавлення в майбутній купівлі романів. В результаті був написаний твір «Галактичний патруль» (англ. «Galactic Patrol»), який видавався з вересня 1937 до лютого 1938. На відміну від перевидання роману в 1950, він відбувався в іншому всесвіті ніж «Трипланетний». В цей час він також писав деякі частини до останнього роману серії «Діти Ленс» (англ. «Children of the Lens»), проте він не був опублікований аж до 1947 року.
«Сірий ленсмен» (англ. «Gray Lensman») опублікувався в Astounding Stories з жовтня 1939 року по грудень 1940. Цей роман був дуже добре сприйнятий, а Джон Вуд Кемпбелл в грудні 1939 навіть писав що жовтневий випуск «Astounding» був найкращим за весь час існування журналу. Е. Е. Сміт був запрошений як почесний гість на другому всесвітньому конвенті любителів наукової (англ. World Science Fiction Convention) фантастики в Чикаго в 1940.
Під час Другої світової війни Сміт працював на армію США. В цей час він дещо переписав версію «Трипланетний», через свій досвід роботи на фабриці боєприпасів. Після війни Сміт працював на J. W. Allen Company (виробник тіста) аж до виходу на пенсію в 1957. Варто зазначити, що в цей час було перевидано весь цикл книг про Ленсмена в «правильному» порядку і з невеликими змінами.
Після звільнення з роботи Сміт разом з дружиною проживав в місті Клірвотер, штат Флорида, щоліта переїжджав в трейлері до Сісайду, штат Орегон, по дорозі часто заїжджаючи на різноманітні події для любителів фантастики. В 1963 році його внесли в зал слави фантастики Першого фендому на 21 WorldCon в Вашингтоні. Протягом цього часу він написав ще декілька окремих романів, а з червня по жовтень в журналі If вийшов «Небесний жайворонок Дюкесн» (англ. «Skylark DuQuesne») — четверта частина серії.

## Бібліографія

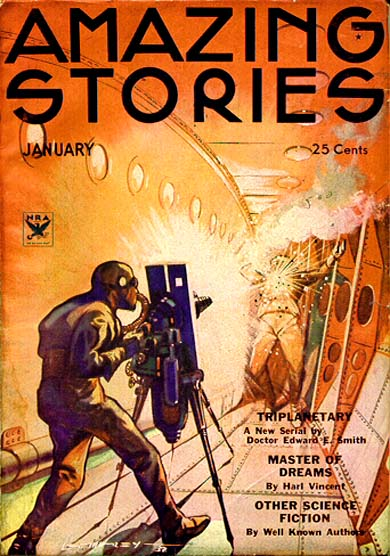
«Трипланетний». Грудневий випуск Amazing Stories

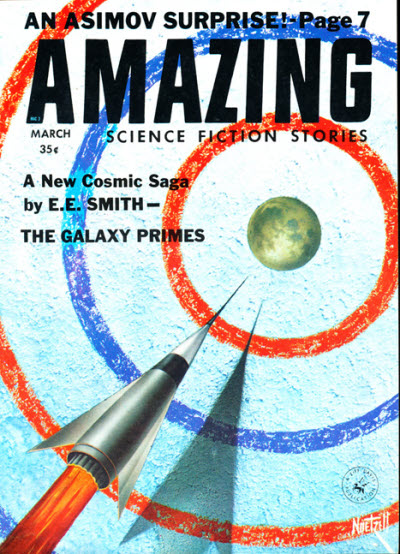
«Прайми галактики». Березневий випуск Amazing Stories

### Серії творів
Ленсмен (англ. Lensman)
- «Трипланетний» (англ. «Triplanetary», 1948. Спочатку виданий в чотирьох частинах: січень-квітень 1934 Amazing Stories.)
- «Перший ленсмен»(англ. «First Lensman», 1950.)
- «Галактичний патруль»(англ. «Galactic Patrol» 1950. Спочатку виданий в шести частинах: вересень 1937 — лютий 1939 Astounding Stories.)
- «Сірий ленсмен» (англ. «Gray Lensman», 1951. Спочатку виданий в чотирьох частинах: жовтень 1939 — січень 1940 Astounding Stories)
- «Другорядний ленсмен»(англ. «Second Stage Lensmen», 1953. Спочатку виданий в чотирьох частинах: листопад 1941 — лютий 1942 Astounding Stories)
- «Діти Ленс» (англ. «Children of the Lens», 1954. Спочатку виданий в чотирьох частинах: листопад 1947 — лютий 1948, Astounding Stories)
- «Вортекс Бластер» (англ. «The Vortex Blaster», 1960.) На основі трьох повістей:
  - «Грозові хмари на Дека» (англ. «Storm Cloud on Deka», червень 1942 Astonishing Stories.)
  - «Вортекс Бластер» (англ. «The Vortex Blaster», липень 1942 Comet Stories.)
  - «Вортекс Бластер на війні» (англ. «The Vortex Blaster Makes War», жовтень 1942 Astonishing Stories.)

Небесний жайворонок (англ. Skylark)
- «Небесний жайворонок в космосі» (англ. «The Skylark of Space», 1946. Спочатку виданий в трьох частинах: серпень-жовтень 1928 Amazing Stories.)
- «Небесний жайворонок Три» (англ. «Skylark Three», 1948. Спочатку виданий в трьох частинах: серпень-жовтень 1930 Amazing Stories.)
- «Небесним жайворонком з Валерону» (англ. «The Skylark of Valeron», 1949. Спочатку виданий в шести частинах: серпень 1934 — лютий 1935 Astounding Stories.)
- «Небесний жайворонок Дюкесн» (англ. «Skylark DuQuesne», 1966. Спочатку виданий в чотирьох частинах: червень — жовтень 1965 Worlds of If.)

Підпростір (англ. Subspace)
- «Дослідники підпростору» (англ. «Subspace Explorers», 1965. Розширення повісті «Subspace Survivors [Архівовано 23 червня 2018 у Wayback Machine.]» (1960))
- «Зустріч в підпросторі» (англ. «Subspace Encounter», 1983)

### Інші твори
- «Космічні гончі МПК» (англ. «Spacehounds of IPC», 1947. Спочатку виданий в трьох частинах: липень-вересень 1931 Amazing Stories)
- «Прайми галактики» (англ. «The Galaxy Primes», 1947. Спочатку виданий в трьох частинах: березень-травень 1959 Amazing Stories)
- Коротші твори:
  - «Роботична немезида» (англ. «Robot Nemesis», 1934, оповідання Сміта в серії творів «Cosmos».)
  - «Тедрік» (англ. «Tedric», 1953.)
  - «Лорд Тедрік» (англ. «Lord Tedric», 1954.)
  - «Імперська зірка» (англ. «The Imperial Stars», 1964.)

## Вплив і визнання

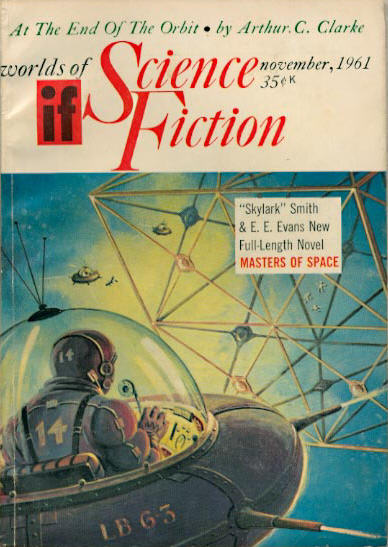
«Повелителі космосу» на обкладинці журналу «If»

Романи Едварда Сміта вважаються класичною космічною оперою, і а його самого Артур Кларк називав першою Нова наукової фантастики 20-того століття. Роберт Гайнлайн говорив, що Сміт мав найбільший вплив на нього. Серія романів «Ленсман» була одною з п'яти фіналістів на нагороду за найкращу науково-фантастичну серію всіх часів (WorldCon 1966), але тоді перемогла Фундація Айзека Азімова.
В 1966 році роман «Небесний жайворонок Дюкесн» номінувався на премію Г'юго. А з вводом Ретроспективої премії Г'юго на неї номінувались ще чотири його романи («Галактичний патруль» — 2014, «Сірий ленсмен» — 2016, «Другорядний ленсмен» — 2018 і «Перший ленсмен» в 2001).
В 2004 році його ім'я було внесено в Залу слави наукової фантастики і фентезі.
Про вигадані світи Сміта писали і інші автори. Зокрема 14 липня 1965 року Сміт дав письмовий дозвіл Вільяму Еллерту продовжувати історію «Ленсменів», таким чином вийшли романи останнього «Місячний старатель» (англ. «Moon Prospector») в 1965 і «Новий ленсмен» (англ. «New Lensman») в 1976. Також дозвіл мав давній друг Сміта, Дейв Кайл, який написав ще три романи в серії про ленсменів не людей: «Драконячий ленсмен» (англ. «Dragon Lensman»); «Ленсмен з Рігелю» (англ. «Lensman from Rigel»); «Z-ленсмен» (англ. «Z-Lensman»).
Американський письменник-фантаст Стівен Голдін розширив повість «Імперська зірка» до роману, і написав ще дев'ять книг продовжень. Гордон Еклунд теж розширив повість Сміта, «Тедрік», і три романи продовження. Варто зазначити, що сам Сміт дописав роман «Повелителі космосу» (англ. «Masters of Space», 1961) за фантастом Еверетом Евансом який помер в 1958. Рендалл Гаррет написав пародію «Закулісний ленсмен» (англ. «Backstage Lensman»), яка в свій час сподобалась Сміту, також пародією на твори Сміта є твір Гаррі Гаррісона «Star Smashers of the Galaxy Rangers».
Творами Сміта також надихались Джордж Лукас і Майкл Стражинський (сценарист серіалу Вавилон-5), останній міг навіть стати сценаристом фільму по мотивах творів Сміта, але його виробництво не було почате через малу фінансову вигоду. Стів Рассел написав одну з перших комп'ютерних ігор Spacewar! надихаючись космічними битвами з Ленсмена і існує книга для настільної гри GURPS по мотивах Ленсмена.